# فيفيان وو
فيفيان وو (بالصينية: 鄔君梅) (و. 1966 – م) هي ممثلة من جمهورية الصين الشعبية . ولدت في شانغهاي.

## روابط خارجية
- فيفيان وو على موقع IMDb (الإنجليزية)
- فيفيان وو على موقع قاعدة بيانات الأفلام العربية
- فيفيان وو على موقع ألو سيني (الفرنسية)
- فيفيان وو على موقع أول موفي (الإنجليزية)
- فيفيان وو على موقع قاعدة بيانات الأفلام السويدية (السويدية)
- فيفيان وو على موقع إن إن دي بي (الإنجليزية)
- فيفيان وو على موقع قاعدة بيانات الفيلم (الإنجليزية)
- فيفيان وو على موقع كينوبويسك (الروسية)